# Joseph Richard Asiedu
Joseph Richard Asiedu war ein Richter und Politiker in Ghana. Er war in der ersten Republik in Ghana zwischen Juli 1960 und Juni 1965 während der Amtszeit von Präsident Kwame Nkrumah der Sprecher des ghanaischen Parlaments. Als Amtsnachfolger von Augustus Molade Akiwumi war Asiedu der dritte Sprecher des Parlaments seit der Unabhängigkeit Ghanas. 